# Laophonte dinocerata
Laophonte dinocerata är en kräftdjursart som beskrevs av Albert Monard 1928. Laophonte dinocerata ingår i släktet Laophonte och familjen Laophontidae. Inga underarter finns listade i Catalogue of Life.